# 介護職員初任者研修
介護職員初任者研修（かいごしょくいんしょにんしゃけんしゅう）は、社会福祉士及び介護福祉士法を根拠とし、社会福祉業務（身体介護・生活援助など）に携わる人の公的資格である。旧ヘルパー2級。